# Christian Lous Lange
Christian Lous Lange (Stavanger, 17 de setembro de 1869 — Oslo, 11 de dezembro de 1938) foi um político norueguês.Foi agraciado com o Nobel da Paz em 1921, secretário geral da União Interparlamentar.
Lange formou-se em línguas da Universidade de Oslo em 1893 e em 1919 recebeu um doutorado por uma tese sobre a história do internacionalismo. Ele serviu como secretário (1900 – 09) para o Comité Nobel Norueguês em Oslo e foi um instrumento na organização da biblioteca do Instituto Nobel, que foi fundada em 1904. Em 1907, ele era um delegado para a segunda conferência de paz em Haia. Em 1909, ele se tornou secretário-geral da União Interparlamentar, a Conferência dos representantes dos corpos legislativos das Nações. Sob sua liderança, ela cresceu e prosperou apesar das grandes dificuldades durante a primeira Guerra Mundial. Lange também foi ativo na Liga das Nações  como um delegado norueguês, interessava-se particularmente no desarmamento. Em 1932 ele recebeu a medalha de Grotius, dos Países Baixos.